# Caminho de São Paulo
O chamado Caminho Geral do Sertão, Caminho dos Paulistas ou Caminho de São Paulo, era a mais antiga via de acesso ao sertão das Minas Gerais, à época do Brasil Colônia, através da qual haviam passado as inúmeras bandeiras até os afluentes superiores do rio São Francisco. O Caminho de São Paulo foi objeto de muitos relatos, entre eles o Itinerário de Glimmer e o Roteiro do Padre Faria, que o denomina como Estrada Real do Sertão.
Originado numa antiga trilha indígena, percorrida pelos guaianases, era conhecida como Trilha dos Guaianases.

## Trajeto
O trajeto iniciava-se na altura da atual Jundiaí, passava por São Paulo de Piratininga e alcançava as margens do rio Paraíba do Sul, onde, em função do garimpo, se constituíram diversos arraiais - Mogi das Cruzes (que posteriormente declinaria em favor de Guarulhos, gerando uma variante do percurso), Jacareí, Taubaté, Pindamonhangaba e Guaratinguetá, que até ao século XVIII se constituiu o maior entroncamento viário da região Centro-Sul da Colônia. Deste ponto, o caminho se bifurcava:
- inflectindo para o Norte, para a serra da Mantiqueira, atravessando-a pela Garganta do Embaú, prosseguindo até atingir a região do rio das Velhas.
- inflectindo para o Sul, passando pela Vila Falcão (atual Cidade de Cunha), descia a serra do Mar, alcançando Paraty, de onde se embarcava, via marítima, para Sepetiba, e daí, por terra, para o Rio de Janeiro. A bifurcação sul, entre Guaratinguetá e Paraty, hoje é a atual rodovia SP-171.

Estes dois percursos formavam o chamado Caminho Velho das Minas, ligando o Rio de Janeiro a Paraty, Paraty a Guaratinguetá, e Guaratinguetá a Vila Rica (hoje Ouro Preto).

## Comércio
A via afirmou-se de maneira mais ou menos espontânea com a intensificação das incursões dos paulistas. O rio Paraíba do Sul era navegável de Jacareí a Cachoeira Paulista, o que facilitou o trânsito na região. As principais mercadorias transportadas eram tropas de muares, comboios de escravos e boiadas. Além desses itens, das vilas paulistas era remetido gado bovino, toucinho, aguardente, açúcar, milho, trigo, marmelada, frutas, panos, calçados, drogas e remédios, algodão e outros. Do reino provinham sal, ferramentas (enxadas, almocafres, etc.), armas, azeite, vinagre, vinho e aguardente. A cidade de Lorena, por exemplo, nasceu em função da travessia do rio, pelo porto fluvial de Guaypacaré.

## Trilha dos Goianás
Trilha dos Goianás era a denominação de uma das ramificações do caminho indígena do Peabiru, que fazia a ligação entre a atual cidade de Paraty e o Planalto Paulista. Foi um dos primeiros caminhos utilizados para chegar a Minas Gerais e à região de Piratininga, primeira denominação do lugar onde veio a ser fundada a cidade de São Paulo.
O caminho partia do litoral e subia a Serra do Mar com um traçado aproximado ao da hoje existente rodovia SP-171. Atravessava a denominada Serra do Facão e, em seu princípio, desviava-se para a região da atual cidade de São Luiz do Paraitinga, contornando o trecho que viria a ser conhecido como Serra do Quebra-Cangalha devido à dificuldade de travessia. Alcançando a atual cidade de Taubaté, podia-se escolher entre dirigir-se a Piratininga pelo rio Paraíba do Sul ou, seguindo o mesmo rio até a atual cidade de Lorena, seguir em direção a Minas Gerais atravessando a serra da Mantiqueira.

## Outros Caminhos
Com a abertura do Caminho Novo, por Magé e Petrópolis, na Capitania do Rio de Janeiro, a ligação entre Guaratinguetá e o Caminho Velho, para Minas Gerais, ficou obsoleta. Entretanto, em Santa Anna e em Conceição (Guarulhos), ainda era praticado um caminho por São Pedro, Sapucaí e a Serra de Mogi-Açu, percurso mais curto para os paulistas atingiram as Minas Gerais e as trilhas para Goiás e Mato Grosso.
Em 1717, o Governador da Capitania de São Paulo e Minas de Ouro, D. Pedro de Almeida, o Conde de Assumar, viajou por roteiro semelhante, do Rio de Janeiro a São Paulo, passando daí às Minas.
Em meados do século XVIII, com a abertura de caminhos terrestres diretamente para o Rio de Janeiro, o Caminho de São Paulo passou a ter variantes, como:
- a trilha que seguia por Cachoeira Paulista, Silveiras, São José do Barreiro e Bananal, até à Guarda do Coutinho (atual Pouso Seco), no limite entre as capitanias, próximo a Rio Claro, já na Capitania do Rio de Janeiro; ou
- a rota por Resende, Quatis e Piraí, no Rio de Janeiro, até Campo Alegre, e daí por diversos caminhos até ao Rio de Janeiro.

Uma dessas variantes, o Caminho da Calçada, aberta em 1724, ficou conhecida também como Caminho da Independência, por ter sido utilizado por D. Pedro I (1822-1831) quando de seu retorno de Santos ao Rio de Janeiro, quando da proclamação da Independência, às margens do rio Ipiranga. Este caminho ligava o Rio de Janeiro a Guaratinguetá, de onde se tomava o rumo a São Paulo ou a Vila Rica.
À época do Primeiro Reinado, o percurso iniciava-se em São Paulo, prosseguindo por Santa Anna (atual bairro de Santana), Conceição (Guarulhos), Escada (Guararema), Jacarahi (Jacareí), S. José (São José dos Campos), Tubate (Taubaté), Pindaminhaguba (Pindamonhangaba), Guratinguito (Guaratinguetá), Piedº (Lorena) e Guarda do Coutinho (Porto Seco).